# Forest of Gray City
Forest of Gray City (잿빛 도시숲을 달리다?, Jaesbich dosisupeul dallidaLR) è un manhwa di Jung Hyun Uhm di genere sentimentale. Pubblicato in patria da Seoul Cultural, negli Stati Uniti è stata introdotta da Yen Press che ne ha pubblicato i due volumi dal 2007 al 2008.

## Trama
Jang Yun Ook è una grafica free-lance, giovane ed indipendente. Il suo cruccio, eccetto il lavoro, sono le spese domestiche e gli acquisti folli che non riesce ad evitare. Rimasta ormai al verde e negato l'aiuto dei genitori, decide di affittare la camera che non usa, condividendo così con un inquilino le spese.
Disposta ad accettare sia ragazzi che ragazze, le si presenta un giovane in cui si era già imbattuta precedentemente: un cameriere di un locale con cui aveva avuto qualche attrito, dato che aveva messo in dubbio il fatto che avesse l'età giusta per poter bere alcolici.
Il nuovo coinquilino si presenta come Lee Bum Moo e per i primi tempi i due, a causa degli orari lavorativi diversi si incontrano raramente. Dopo alcuni giorni di grande imbarazzo, i due iniziano pian piano ad abituarsi l'uno alla presenza dell'altra. L'atteggiamento infantile di Yun Ook porta a poco a poco a far cadere la maschera spenta e poco vitale di Bum Moo. Un sentimento d'affetto sempre più forte lega i due giovani, ma la grafica non può che respingere il ragazzo appena questi le svela di avere solo 17 anni.
Tra i due cala il gelo. A contrastare i sentimenti dei due coinquilini si pongono la sorella di Bum Moo, picchiata spesso dal marito e in una precaria condizione finanziaria, che cerca di riavvicinarsi al fratello adottivo e Min Hyung, l'ex di Yun Ook che le confida di non averla ancora dimenticata e l'accusa di aver così paura dei rapporti umani duraturi da allontanare tutte le persone che ama che le propongano amicizie o relazioni stabili.
Bum Moo, immaginando d'aver perso contro Min Hyung per il cuore di Yun Ook, torna a vivere dalla sorella, che lo convince a ricominciare gli studi superiori.
Quando Yun Ook viene malamente allontanata dall'ex fidanzato, si reimbatte nell'ex-coinquilino; si ritrovano assieme sullo stesso passaggio sopraelevato che si scorge dalle finestre del loro appartamento. Riconosciuti i propri sentimenti, sono pronti per iniziare una nuova relazione.

## Personaggi
Jang Yun Ook
Ventiquattrenne grafica freelance emancipata, i suoi più grandi tormenti sono l'aspetto infantile che le rende un tormento fumare e acquistare alcolici e lo shopping compulsivo. Nonostante vada fiera di essersi emancipata dai genitori da molto tempo, fa sempre affidamento su di loro per riuscire a raggiungere la fine del mese.
Difficilmente riesce a prendere impegni a lunga durata e guarda con un misto di invidia e terrore i matrimoni delle coetanee sue amiche.
Lee Bum Moo
Banconista diciassettenne, lavora in un locale notturno. Rimasto orfano di madre alla nascita, perde entrambi i genitori – sia il padre naturale che la matrigna – in un incidente d'auto, rimanendo solo assieme alla sorella acquisita. Inizialmente inizia a lavorare combinando l'impegno con la scuola, poi, sposatasi la sorella, a lavorare a tempo pieno.
Si innamora della coinquilina nonostante la differenza di sette anni d'età, ritrovando in lei la vitalità che da tempo ha perso e la gioia di vivere.
La sorella di Bum Moo
da sempre molto legata al fratello adottivo Bum Moo, inizialmente abbandona la scuola per pagare gli studi al fratello, poi decide di accettare l'offerta di matrimonio di un collega di lavoro per offrire a Bum Moo di nuovo il calore di una famiglia.
Legata in maniera morbosa a quest'ultimo non accetta che questi preferisca andarsene a vivere per conto suo e lo fa cercare in tutti i modi.
Sung Gook
Cognato di Bum Moo, geloso del ragazzo, litiga sempre più speso con la moglie. Intuito che ella non lo ami quanto il fratello, finisce per trovarsi un'amante e poi divorziare.
Min Hyung
Ex-fidanzato di Yun Ook, non ha tuttavia smesso di amare la ragazza. Reincontratala per caso ricomincia a corteggiarla invitandola più volte ad appuntamenti romantici, ma Yun Ook seguita a rifiutarlo. Scoperta l'ambigua relazione fra i due coinquilini, si congeda dalla ex non senza averle rimproverata con sottile crudeltà di essere incapace di amare chiunque le si proponga.